# Corynoneura isigaheius
Corynoneura isigaheius är en tvåvingeart som beskrevs av Sasa och Suzuki 2000. Corynoneura isigaheius ingår i släktet Corynoneura och familjen fjädermyggor. Inga underarter finns listade i Catalogue of Life.